# Sixt Christian Lipenius
Sixt Christian Lipenius (* 3. Dezember 1664 in Halle; † 16. März 1708 in Lübeck) war ein deutscher Theologe, Pädagoge und Bibliothekar.

## Leben
Lipenius war ein Sohn des Magisters Martin Lipenius aus seiner ersten Ehe mit Anna Barbara, geb. Bertram, der Tochter des Pastors an der Ulrichkirche D. Sixtus Bertram, nach dem er auch benannt wurde. 1672 wurde sein Vater nach Stettin berufen, und so besuchte er die Schule in Stettin und dann am Katharineum zu Lübeck, wohin sein Vater 1676 als Konrektor berufen wurde. Am 30. April 1685 wurde er an der Universität Wittenberg immatrikuliert, studierte nach eigenen Angaben aber ab Mai 1685 an der Universität Leipzig.
Nach Abschluss seiner Studien kam er 1689 nach Lübeck zurück. Ein privates Examen bei dem Superintendenten August Pfeiffer machte es ihm möglich, seinen kränklichen und alten Vater in seinen Diensten zu unterstützen. Nach dessen Tod am 6. November 1692 berief ihn der Rat der Hansestadt Lübeck am 26. Januar 1693 als Nachfolger von Michael Freude zum Subrektor am Katharineum zu Lübeck. Mit der Stelle verbunden war die Leitung der Stadtbibliothek.
Seit Juni 1694 war er mit Catharina Gertrude, geb. Kahl, verheiratet. Das Paar hatte zwei Töchter und zwei Söhne, die ihren Vater überlebten, darunter Theodor Martin Lipenius (* 2. Februar 1697; † 29. April 1756), der 1741 Prediger an der Petrikirche in Lübeck wurde. Er wurde von seiner Tante Anna Margareta Nolte, der Schwester seines Vaters, an Kindesstatt angenommen. Sie sorgte für seine Ausbildung und nahm ihn mit nach Magdeburg, wo er von seinem 12. bis zum 21. Lebensjahr blieb.
Lipenius starb an Skorbut.

## Werke
- De necessitate graecae and ebraea linguarum.
- De litterarum perennitate.
- Epistola de harmonia linguarum diversarum.